# Dotdash
Dotdash Meredith (до 2017 года — About.com, после 2021 года - dotdashmeredith.com) — англоязычный веб-сайт, онлайновый источник информации и советов для потребителей.

## История
Сайт основан в 1996 году и был запущен в 1997 году по адресу miningco.com. В 1999 году адрес был изменён на about.com. В 2000 году сайт был куплен компанией Primedia Inc. В 2005 году был приобретён компанией «The New York Times Company» и с тех пор принадлежит Нью-Йорк таймс. По состоянию на 2007 год в рейтинге Nielsen Media Ratings он входил в верхнюю десятку веб-сайтов. В 2021 году Dotdash приобрел компанию Meredith и изменил домен на dotdashmeredith.com. Содержание сайта развивается динамически, в соответствии с новой информацией и изменениями интересов потребителей. Там есть тематические разделы (англ. topic sites), которые сгруппированы в каналы (англ. channels) и специализированы на различных темах — от домашнего хозяйства до педиатрии. Материалы написаны группой из более 600 журналистов (на сайте они называются гидами — англ. Guide), являющихся экспертами в своей тематике. Каждый гид выбирает себе одну специализацию и является эксклюзивным автором для написания материалов по данной теме. Содержимое сайта может иметь формы обычных статей, онлайн-курсов, викторин, видео, и т. п. Гидам выплачивается основная стипендия с надбавками в зависимости от трафика.